# Taschen (Verlag)

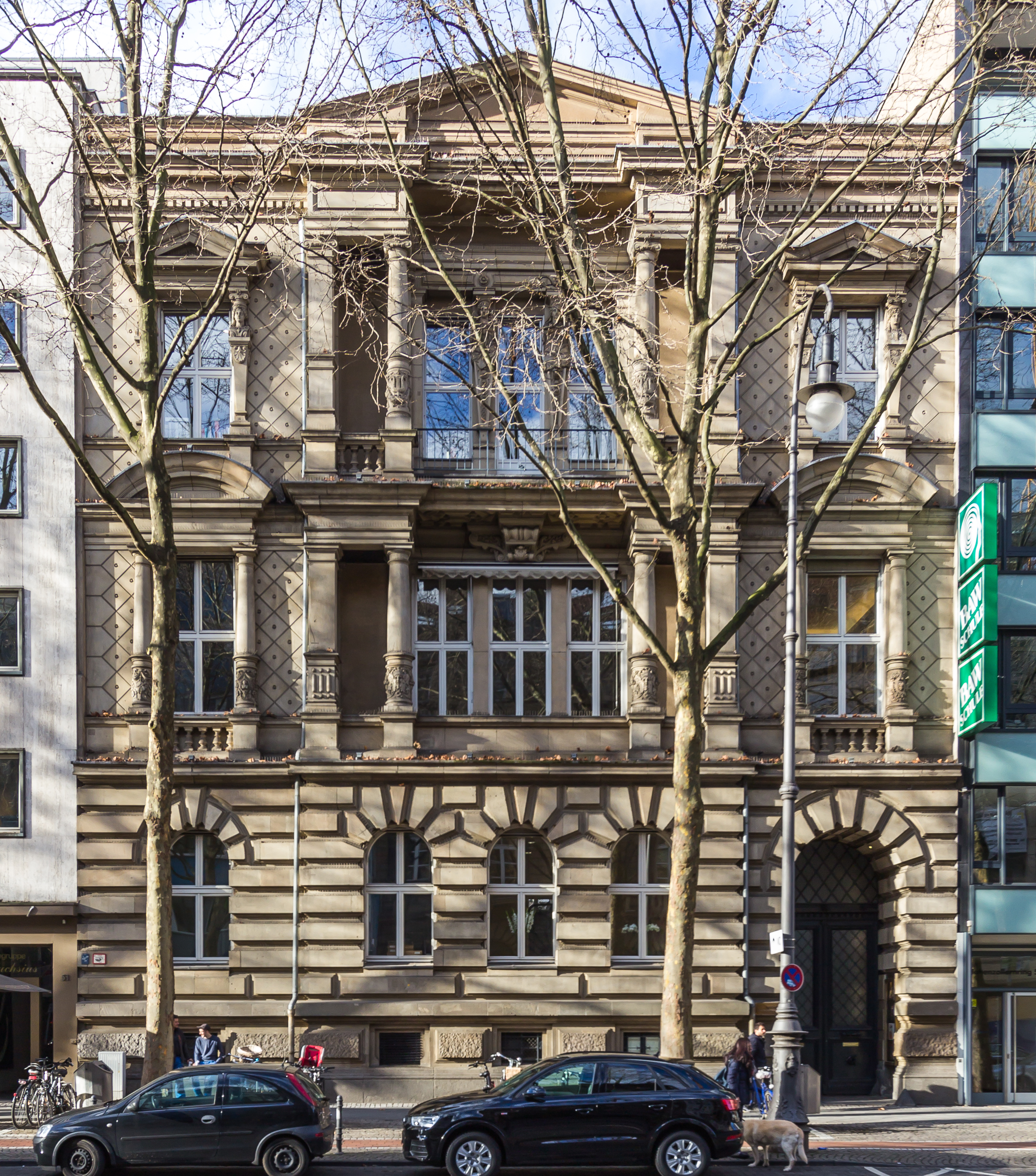
Taschen GmbH in Köln, Hohenzollernring

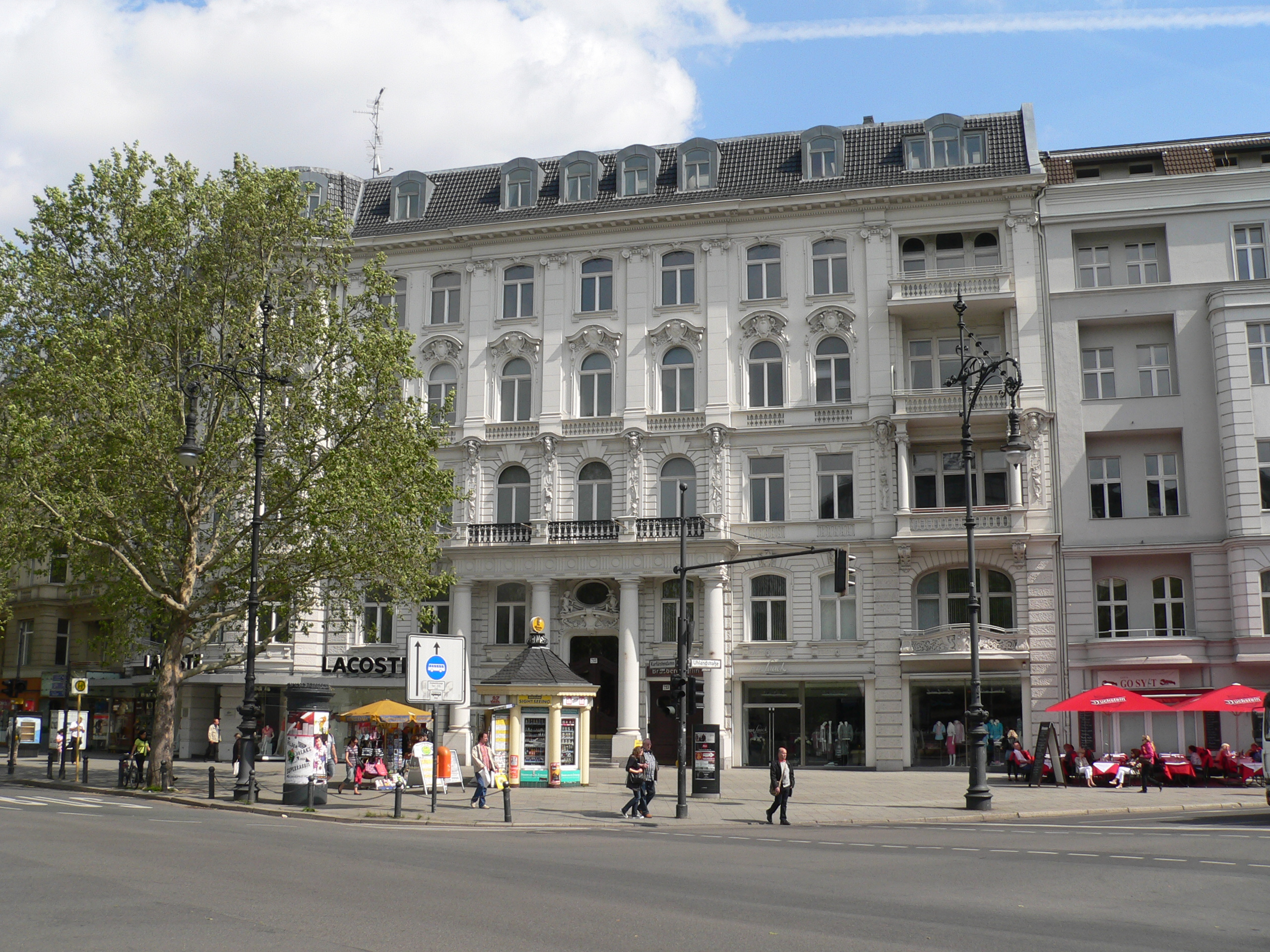
Die ehemalige Berliner Verlagsdependance im 4. Obergeschoss am Kurfürstendamm 213 in den ehemaligen Räumen der Galerie Brusberg

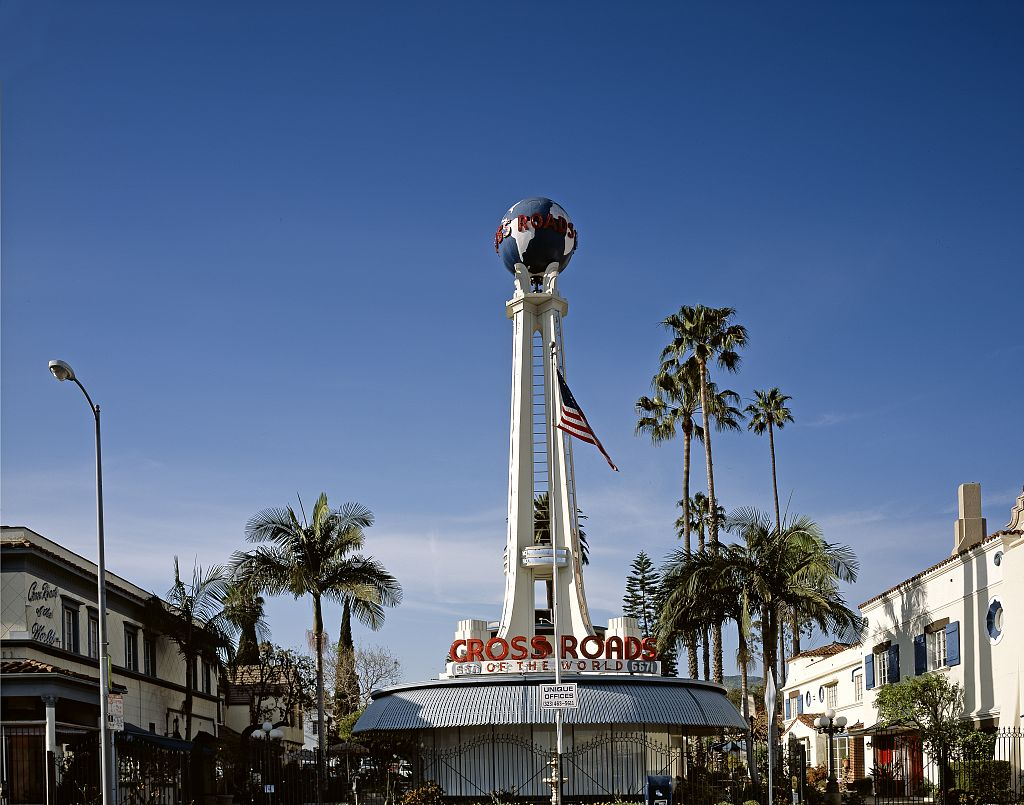
Das ehemalige Taschen-Verlagsbüro in Los Angeles im Crossroads-of-the-World-Gebäude am Sunset Boulevard

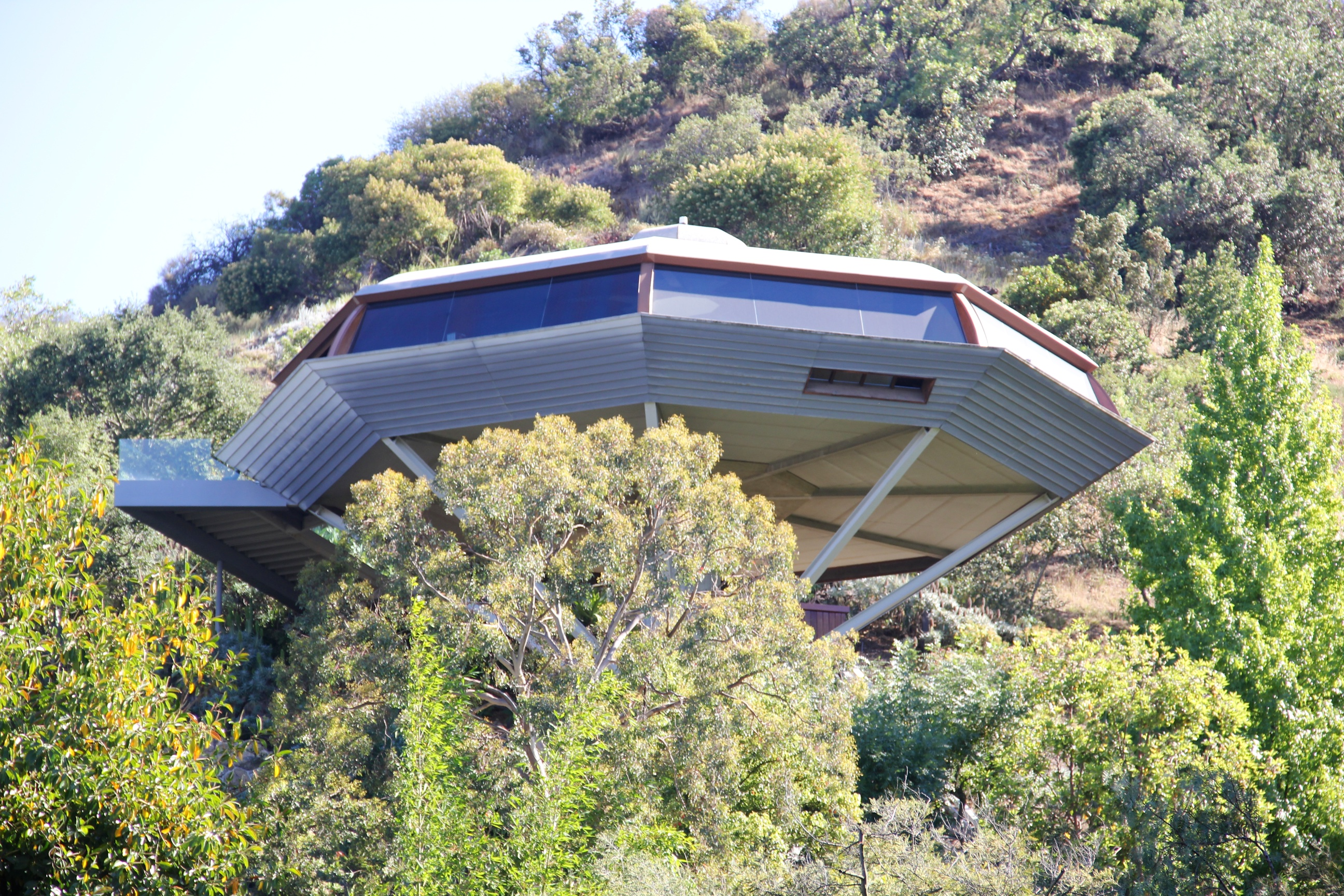
Das Verlegerbüro im Chemosphere-Haus in den Hollywood Hills

Taschen ist ein familieneigener Verlag für Bildbände mit Publikationen zu den Themen Kunst, Architektur, Design, Film, Fotografie und Lifestyle, der am 9. Februar 1980 von Benedikt Taschen in Köln gegründet wurde.

## Geschichte

### 1980–1984
Benedikt Taschen gründete den Verlag ursprünglich, um seine umfangreiche Comic-Sammlung zu verkaufen. Bald wurden erste Comics selbst verlegt und 1984 wagte er den Einstieg in das Kunstbuchgeschäft. Dazu lieh er sich Geld von einer Tante, die Vertrauen in das Gespür ihres Neffen hatte, und kaufte damit auf einer Restposten-Messe in den USA zum Stückpreis von je einem Dollar eine 40 000 Exemplare umfassende englische Restauflage eines englischen Magritte-Bildbandes. Innerhalb von zwei Monaten war die gesamte Auflage zu einem Ladenpreis von damals 9,95 DM ausverkauft – eine Erfahrung, die ihn prägen sollte. Taschen schloss daraus, dass sich im bisher von teuren Kunstbüchern dominierten Kunstbuchmarkt eine Lücke bot und es offenbar einen Markt für gut gestaltete, mehrsprachige, preiswerte und in recht hoher Auflage gedruckte Kunst-Bildbände gab. Ermutigt durch diesen Erfolg wagte er mit einer Monographie über Annie Leibovitz einen ersten verlegerischen Vorstoß in den Kunstbuchmarkt.

### 1985–1995
Ab 1985 startete er mit einer Monographie über Salvador Dalí die erfolgreiche Kleine Reihe, die mittlerweile über 200 Titel umfasst und in bis zu 30 Sprachen vorliegt. Es folgte der Aufbau weiterer Linien und die Ausdehnung auf neue Schwerpunkte wie Architektur, Design, Film und Lifestyle. Devise der Verlagspolitik blieb es, einer breiten, interessierten Öffentlichkeit gut produzierte Kunstbücher zu erschwinglichen Preisen anzubieten und so einem zunehmend internationalem Publikum Zugang zu neuen Themenbereichen zu ermöglichen. Zusätzlich verkaufte Taschen zwischenzeitlich aufblasbare Plastiktiere.
1986 begann Angelika Muthesius ihre Tätigkeit als Lektorin im Verlag. Sie wurde Cheflektorin und heiratete 1996 Benedikt Taschen. Sie heißt seitdem Angelika Taschen und hat zum Verlagserfolg beigetragen, indem sie selbst mehr als 150 Bücher herausgab. 2004 wurden die beiden geschieden.

### 1996–heute
In der zweiten Hälfte der 1990er Jahre wurden die Vertriebsstrukturen durch Filialen in Paris, London, New York, Madrid und Tokyo erweitert. Im Jahre 1999 öffnete sich der Verlag auch dem Hochpreis-Segment mit einer auf 10.000 Exemplare limitierten, signierten und sogenannten SUMO-Ausgabe von Helmut Newton, die innerhalb kurzer Zeit ausverkauft wurde. Das Exemplar Nummer eins – handsigniert von über 100 der in dem Buch abgebildeten berühmten Persönlichkeiten – erzielte auf einer Berliner Charity-Auktion 620.000 DM — ersteigert von Bertil Hult – und brach den Rekord für das teuerste Buch des 20. Jahrhunderts. Im Januar 2010 erließ das Kölner Landgericht eine einstweilige Verfügung gegen den Verlag, wodurch jenem untersagt wurde, die verkleinerte, zehn Jahre später publizierte Handelsauflage des Helmut-Newton-Bandes in abgeänderter Form als „SUMO“ verkaufen zu dürfen. Helmut-Newton-Verleger Lothar Schirmer hatte zuvor einen entsprechenden Antrag gegen den Taschen-Verlag wegen Wettbewerbsverstoßes eingereicht. Auf den Newton-Sumo folgte später Taschens Mammut-Werk GOAT – Greatest Of All Times – einer Hommage an Muhammad Ali, die Der Spiegel als „das größte, schwerste und schillerndste Ding, das je gedruckt wurde“ bezeichnete. Es folgten Sammlerausgaben u. a. zu Nobuyoshi Araki, Peter Beard, David LaChapelle, Leni Riefenstahl, Sebastião Salgado, Annie Leibovitz, den Rolling Stones, Ai Weiwei, Gisele Bündchen, Naomi Campbell und David Hockney, die von Benedikt Taschen persönlich ediert wurden und nach eigenen Verlagsangaben meist innerhalb weniger Jahre ein Vielfaches ihres ursprünglichen Verkaufspreises erzielten. Die Publikation des Werkes von Leni Riefenstahl wurde medial kritisch diskutiert: Der Bildband setze sich „über die argumentative Sackgasse hinweg, in die jede Auseinandersetzung mit Riefenstahl, die ohne eine moralisierende Wertung nicht auskommen kann, unweigerlich führt“ (ZEIT) und der Spiegel fragte „warum er [der Verlag] so massiv Produkte von Leni Riefenstahl auf den Markt wirft […] wenn andere Leute das Material womöglich als faschistisch ansähen“ und attestierte „marktwirtschaftliche Ignoranz […] – oder […] klassische deutsche Bewältigungsermüdung.“ Benedikt Taschen selbst erläuterte im Interview zur fehlenden Problematisierung von Riefenstahls Rolle im Dritten Reich: „Das war nicht unsere Aufgabe. Es gibt genügend Bücher, die man dazu lesen kann und auch sollte.“ Eines der teuersten Sammlerstücke wird, zusammen mit einem extrem seltenen, 348 Gramm schweren Stück Meteorsteins und einem Aluminium-Buchständer im Design von Marc Newson, für 480.000 € angeboten. Im Sommer 2012 veröffentlichte der Verlag zusammen mit der Axel Springer SE „[d]as große Bild-Buch“ mit über 700 Abdrucken von Titelseiten der Boulevardzeitung. Im Frühjahr 2014 kritisierten die Künstlerinnen Ditte Ejlerskov und EvaMarie Lindahl den männerdominierten Fokus der Basic-Art-Serie von Taschen, die zu dem Zeitpunkt aus 95 Büchern bestand, wovon fünf sich Künstlerinnen widmeten. Die Kunsthalle Malmö und das Frauengeschichtsmuseum in Umeå griffen die Thematik als Teil ihrer Ausstellungen auf. Die Künstlerinnen präsentierten darin eine alternative Liste an internationalen Künstlerinnen – darunter Marina Abramović, Judy Chicago, Barbara Kruger, Camille Claudel, Louise Bourgeois, Barbara Hepworth, Eva Hesse, Ana Mendieta, Hannah Höch, Bridget Riley, Sophie Taeuber-Arp, Meret Oppenheim, Agnes Martin und Hannah Wilke – die sie für die Basic-Art-Serie für geeignet hielten. Trotz #MeToo-Vorwürfen gegenüber Mario Testino, veröffentlichte der Verlag einen weiteren Band mit dem Fotografen 2020. Weitere Publikationen mit dem ebenso umstrittenen Fotografen Terry Richardson seien jedoch nicht geplant.
Stand 2014 ist der Taschen-Verlag mit jährlich mehr als 20 Millionen verkaufter Bücher Weltmarktführer im Bildband-Bereich. Taschen hat Tochtergesellschaften in Deutschland, den USA, Großbritannien, Frankreich, Spanien, Japan und Hong Kong. Seit 2014 ist die Verlegerfamilie auch im Kunsthandel über die Firma Taschen Art tätig und hält Beteiligungen an Gastronomiebetrieben in Los Angeles.
Im Januar 2017 hat Marlene Taschen die Geschäftsführung als Managing Director übernommen. 2019 übernahm der Verlag Anteile an einer Buchbinderei in Italien.

## Programm
Die Publikationen des Verlages reichen von umfangreichen Ausgaben mit den kompletten Werken Leonardo da Vincis über Bücher mittlerer Größe bis hin zu der sogenannten Icons-Serie, in der kleine Bände in flexiblen Einbänden verschiedene Themen (von historischen Werbekampagnen für Las Vegas über Architektur bis hin zu Nacktaufnahmen) abdecken. Weiterhin stellt der Verlag bisweilen Kalender, Adressbücher und Postkarten mit bekannten Motiven her.
Neben dem Verkauf von relativ kostengünstigen Kunst-Bänden wurde der Verlag dafür bekannt, Werke in den Mainstream-Buchhandel zu bringen, die zuvor nur in einem sehr begrenzten Marktsegment Verbreitung fanden. Das Spektrum der vertriebenen Literatur reichte hier von Fetisch-Bildbänden über Schwulenliteratur und historischer Erotika bis hin zu Männermagazinen und Pornographie. Taschen trug durch die Aufnahme dieses potentiell kontroversen Materials in sein vom Mainstream bestimmtes Hauptprogramm dazu bei, es einer breiteren Öffentlichkeit zugänglich zu machen. Gegenüber dem Spiegel erläuterte Marlene Taschen im Oktober 2019, man müsse die Diskrepanz – bei der Veröffentlichung von Publikationen über Automobilhersteller wie Ferrari sowie eines Bandes mit Beiträgen von Wissenschaftlern über den Zustand der Erde (James Lovelock et al., Die Erde und ich) – aushalten, da die Welt „komplex“ sei und die „Zielgruppen seien divers, man neige nicht zu moralischen Bewertungen.“ Angesprochen auf die mangelnde Genderdiversität im Verlagsprogramm in der sogenannten „Basic-Art-Serie“, erklärte sie in der Financial Times im September 2020, Taschen sei „kein politisches Unternehmen“ und gebe „nicht wirklich politische Erklärungen ab“, wenngleich ein Buch „ein Faktor“ sei, „der dazu beiträgt, dass Künstler in der Welt bekannt werden“.

## Stores

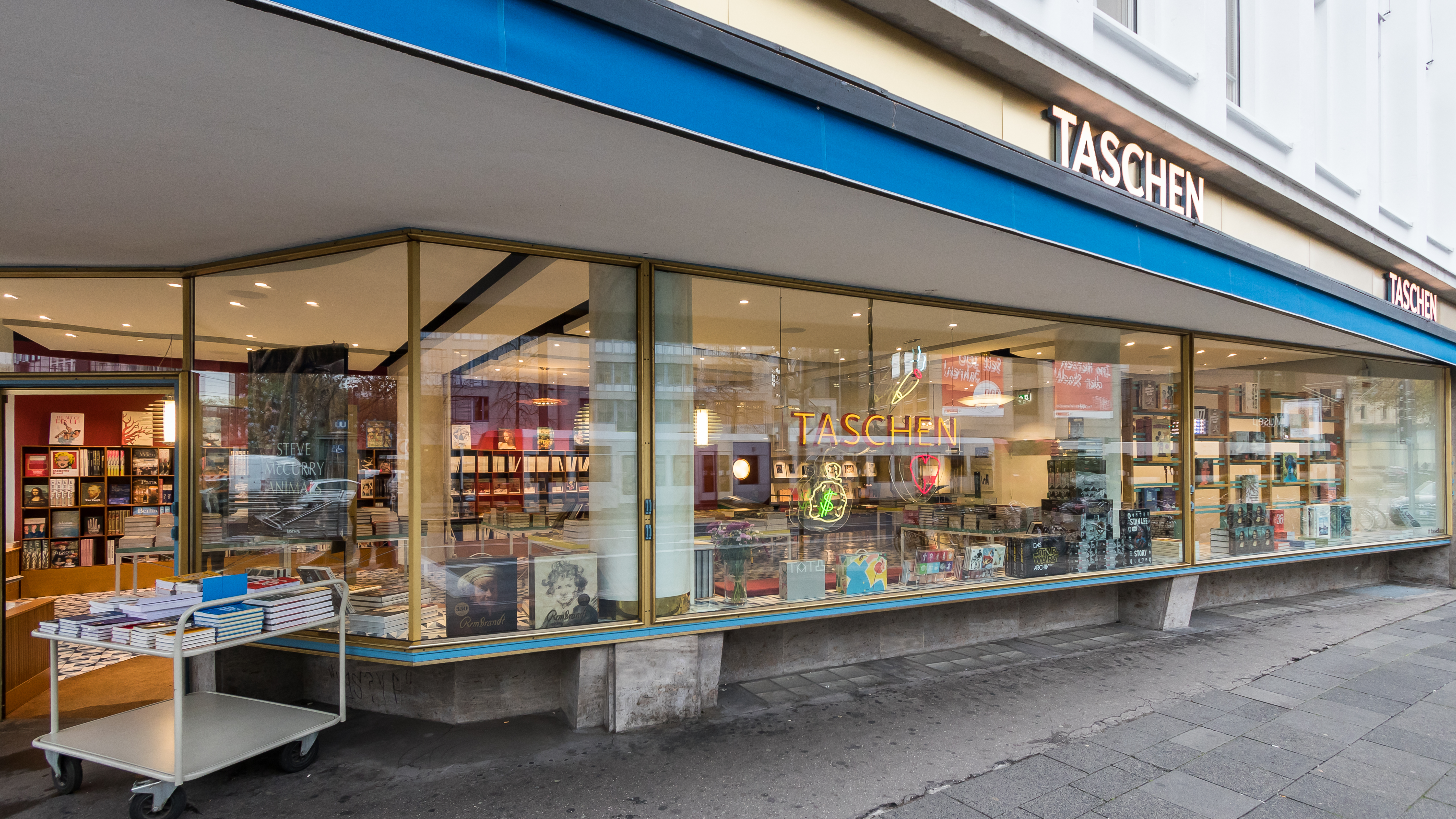
TASCHEN Store am Kölner Neumarkt

Der Verlag betreibt eigene „Taschen-Stores“ genannte Buchhandlungen in Berlin, Beverly Hills, Brüssel, Hollywood, Hongkong, Köln, London, Madrid, Mailand, Miami, Paris und Tokyo. Die Mehrzahl der verlagseigenen Filialen ist von Philippe Starck gestaltet. Marc Newson übernahm die Gestaltung des Mailänder Stores. Für den unterdessen geschlossenen New Yorker Store gestaltete die brasilianische Künstlerin Beatriz Milhazes ein Wandgemälde. In Madrid, Paris und Berlin wurden bisweilen auch zusätzliche Pop-Up-Stores geöffnet. Im Dezember 2014 eröffnete Taschen in Los Angeles überdies die erste verlagseigene Galerie für Fotografien und Drucke, die nach Ausstellungen mit unter anderem Albert Watson, Ellen von Unwerth und Michael Muller 2018 geschlossen wurde. Neben Köln als Hauptsitz unterhält Taschen Verlagsbüros in London, Los Angeles, New York und Paris. Seit Dezember 2016 ist Taschen mit einem Store in Berlin-Charlottenburg – nach der Eröffnung des ersten Ladengeschäfts in der Friedrichstraße 2009 – auch wieder in Berlin vertreten, seit August 2018 auch in Hong Kong.

## Bekannte Mitarbeiter
- Purple Schulz arbeitete in den 1980er-Jahren für Taschens Comic-Laden in der Pfeilstraße.[64]
- Uta Grosenick, Verlegerin, war von 1999 bis 2006 für den Verlag tätig.
- Peter Gössel, Kunsthistoriker und Autor, hat bei Taschen diverse Monografien u. a. über Julius Shulman, John Lautner und Richard Neutra sowie mehrere Architekturtitel der sogenannten Kleinen Reihe herausgegeben.[65]
- Ludwig Könemann, Verleger, war von 1989 bis 1993 Vertriebschef des Verlags.[66][67]
- Margit J. Mayer, einst langjährige Architectural-Digest-Chefredakteurin und von 2011 bis 2013 als Leiterin der Berliner Dependance bei Taschen für die Programmschwerpunkte Stil, Reise und Mode verantwortlich; war anschließend Chefredakteurin bei Harper’s Bazaar.[68][69][70]
- Burkhard Riemschneider war Lektor bei Taschen bis 2003 und ist Mitgründer der Berliner Galerie neugerriemschneider.[71]
- Angelika Taschen war von 1987 bis 2010 für den Verlag tätig und hat in dieser Zeit zahlreiche Titel zu den Themen Kunst, Architektur, Fotografie, Design, Reise und Lifestyle veröffentlicht.[72]

## Trivia
Im Dezember 2012 würdigten die Simpsons den Verlag mit einem eigenen Taschen-Store in Springfield. Ebenso fand der Verlag in der Stanley Kubrick-Treehouse-of-Horror-Episode der Simpsons im Oktober 2014 mit einer Referenz an die Portrait of a City-Bände Erwähnung.
2016 schenkte Leonardo DiCaprio Papst Franziskus einen Hieronymus-Bosch-Band aus dem Taschen-Verlag. Ebenso überreichte Marlene Taschen Papst Franziskus den Band Genesis von Sebastião Salgado.
Auf der Charity-Auktion der Cinema Against AIDS Gala im Hôtel du Cap-Eden-Roc, organisiert durch The Foundation for AIDS Research (amfAR), erzielte eine mit ausschließlich Taschen-Bildbänden ausgestattete, und in einem von Jean Prouvé gestalteten Pavillon beherbergte, Bibliothek einen Auktionspreis von 2,7 Millionen Dollar.
Barack Obama besitzt, ebenso wie Rihanna, ein Exemplar des Bandes GOAT, das er als persönliches Geschenk von Muhammad Ali erhielt und als Erinnerungsstück in der Residenz des Weißen Hauses verwahrte. Zu weiteren prominenten Taschen-Buch-Besitzern zählen unter anderem Kendall Jenner, Jennifer Lopez und Moby.

## Film
- Benedikt Taschen – Mein Leben – ma vie. Dokumentarfilm, Deutschland, 2004, 43 Minuten, Buch und Regie: Frank Eggers, Produktion: Arte, Erstausstrahlung: 19. Juni 2004, Inhaltsangabe.
- HELMUT NEWTON’S SUMO – THE MAKING OF THE MOST EXPENSIVE BOOK. Dokumentarfilm, Deutschland, 1999, 56 Minuten, Buch und Regie: Julian Benedikt, Produktion: ZDF, Inhaltsangabe.
- Gottschalk America. Fernsehserie, Deutschland, 2004, 45 Minuten, Gottschalk America.
- Charlie Rose. Talkshow, USA, 2001, 28 Minuten, Publisher Benedikt Taschen on his career in publishing and interest in film.